# Everything Is Boring and Everyone Is a Fucking Liar
Albums de Spank Rock
YoYoYoYoYo
(2006)
Everything Is Boring and Everyone Is a Fucking Liar (2011) est le 2e album studio du groupe de hip-hop américain, Spank Rock. L'album a été enregistré le 27 septembre 2011 sur le label Bad Blood de Naeem Juwan.

## Titres de l’album
Toutes les chansons sont écrites et composées par Naeem Juwan. autres compositeurs comme suit.
| 1.    | Ta Da                    | Alexander Ridha                       | 02:55 |
| 2.    | Nasty (ft. Big Freedia)  | Big Freedia (en), Ridha               | 02:51 |
| 3.    | Car Song (ft. Santigold) | Ridha                                 | 03:49 |
| 4.    | Birfday                  |                                       | 02:37 |
| 5.    | The Dance                | Alex Epton                            | 02:36 |
| 6.    | 1 Hit                    | Lady G, Ridha, Mark Ronson            | 03:09 |
| 7.    | Turn It Off              | Ridha                                 | 02:20 |
| 8.    | Hennessy Youngman Skit   | Jayson Musson                         | 01:33 |
| 9.    | Race Riot                | Chris Devlin, Charles Martucci, Ridha | 02:47 |
| 10.   | Baby                     | Ridha                                 | 02:26 |
| 11.   | Hot Potato               | Måns Glaeser                          | 03:03 |
| 12.   | Cool Shit                | Epton, Tyler Pope                     | 03:50 |
| 13.   | DTFDADT                  | Jahan Zeb Malik                       | 04:02 |
| 14.   | Energy                   | Chris Cosgrove, Ridha                 | 03:29 |
| 41:27 |                          |                                       |       |